# لويس ميشيل
لويس ميشيل هو دبلوماسي وسياسي بلجيكي، ولد في 2 سبتمبر 1947 في بلجيكا. حزبياً، نشط في الحركة الإصلاحية ‏.

## مناصب
- في انتخابات البرلمان الأوروبي 2014، انتخب عضو في البرلمان الأوروبي عن دائرة المجمع الانتخابي الناطق بالفرنسية لترشحه ضمن قائمة الحركة الإصلاحية [الإنجليزية]‏، وقد انضم خلال فترته النيابية (1 يوليو 2014 – ) للكتلة البرلمانية مجموعة تحالف الليبراليون والديمقراطيون من أجل أوروبا [الإنجليزية]‏.
- انتخب وزير الخارجية البلجيكي ‏ (12 يوليو 1999 – 18 يوليو 2004).
- انتخب عضو مجلس النواب من بلجيكا.
- في انتخابات البرلمان الأوروبي 2009، انتخب عضو في البرلمان الأوروبي عن دائرة المجمع الانتخابي الناطق بالفرنسية لترشحه ضمن قائمة الحركة الإصلاحية [الإنجليزية]‏، وقد انضم خلال فترته النيابية (14 يوليو 2009 – 30 يونيو 2014) للكتلة البرلمانية مجموعة تحالف الليبراليون والديمقراطيون من أجل أوروبا [الإنجليزية]‏.
- انتخب المفوض الأوروبي للأبحاث والابتكار والعلوم [الإنجليزية]‏ (18 يوليو 2004 – 21 نوفمبر 2004).
- انتخب المفوض الأوروبي للتعاون الدولي والمساعدات الإنسانية والاستجابة للأزمات [الإنجليزية]‏ (22 نوفمبر 2004 – 17 يوليو 2009).

## وصلات خارجية
- لويس ميشيل على موقع مونزينجر (الألمانية)
- الموقع الرسمي